# 생물 사이의 상호 작용
생태학에서 생물 사이의 상호 작용은 생물 사이에 서로 영향을 주는 관계를 말한다. 생물학적 상호작용(生物學的相互作用, 영어: biological interaction)이라고도 한다.

## 영향에 의한 분류
서로가 주고받는 이익과 손해에 의해 상호 관계를 분류할 수 있다.
| X의 효과 | Y의 효과 | 상호 작용      |
| 중립     | 중립     | 중립           |
| 손해     | 중립     | 편해           |
| 이익     | 중립     | 편리공생       |
| 손해     | 손해     | 경쟁           |
| 이익     | 이익     | 상리공생       |
| 이익     | 손해     | 포식 또는 기생 |

## 작용에 의한 분류
- 공생
- 경쟁

## 같이 보기
- 착생생물
- 먹이 사슬
- 친족 선택
- 정족수 감지